# Studentski grad (Novi Beograd)
Studentski grad, la « ville des étudiants », appelée parfois familièrement Studenjak (en serbe cyrillique : Студентски град et Студењак) est un quartier de Belgrade, la capitale de la Serbie. Il est situé dans la municipalité de Novi Beograd. En 2002, il comptait 8 491 habitants.
Studentski grad est la plus grande cité universitaire de Belgrade. La cité a été originellement conçue pour recevoir près de 5 000 étudiants. Construite dans les années 1949-1955 et rénovée progressivement entre 1985-1997, elle accueille les étudiants de l'Université de Belgrade.

## Localisation
Studentski grad est situé dans le Blok 34 de Novi Beograd, et sur une petite partie du Blok 4. Le quartier est bordé par ceux de Bežanijska kosa à l'ouest et de Fontana à l'est. Le secteur est délimité par les rues Tošin bunar et Narodnih heroja, par le Boulevard de l'AVNOJ et par la route Belgrade-Zagreb (Bulevar Arsenija Čarnojevića).

## Caractéristiques
Studentski grad accueille des chambres d'étudiants et des restaurants universitaires, ainsi que deux bibliothèques, une galerie d'exposition, un cinéma et un théâtre, des espaces pour des conférences et un podium de discussions. On y trouve encore une scène en plein air pour des concerts d'été et une chapelle orthodoxe.
Studentski grad est divisé en quatre secteurs, les Blok I, II, III et IV. Chaque Blok est lui-même subdivisé en plusieurs sous-bloks ou ailes, F et G. Les ailes F sont composées d'immeubles de sept étages, tandis que les ailes G regroupent des immeubles de six étages.
La Maison de la culture de Studentski grad (Dom kulture Studentski grad) est situé au n° 179 Bulevar Zorana Đinđića